# Gémozac
Gémozac település Franciaországban, Charente-Maritime megyében. Lakosainak száma 3033 fő (2022. január 1.). Gémozac Champagnolles, Cravans, Jazennes, Saint-André-de-Lidon, Saint-Germain-du-Seudre, Saint-Simon-de-Pellouaille, Tanzac, Villars-en-Pons és Virollet községekkel határos.

## Népesség
A település népességének változása:
| Lakosok száma | 2236 | 2381 | 2333 | 2527 | 2802 | 2831 | 2851 | 2906 | 2945 | 3033 |
|               | 1968 | 1982 | 1990 | 2006 | 2013 | 2015 | 2017 | 2019 | 2020 | 2022 |